# Presidenti della Provincia di Perugia
Di seguito, vengono elencati i presidenti della Provincia di Perugia (Provincia dell'Umbria fino al 1927) a partire dalla sua istituzione.
Con l'unità nazionale, la neonata provincia fu posta sotto la guida di un governatore e poco dopo si provvide alla costituzione di due organi distinti: il consiglio provinciale, organo elettivo politico con competenze legislative e guidato da un presidente, e la deputazione provinciale, con competenze amministrative ed esecutive, la cui presidenza spettò ai prefetti dal 1861 fino al 1889 e ad un presidente dal 1890 al 1927, quando fu costituita la reggenza fascista. Come stabilito dall’art. 50, ultimo comma, del decreto legislativo n. 267 del 18 agosto 2000, il presidente indossa la fascia di colore azzurro con lo stemma della provincia come simbolo distintivo del presidente.

## Regno d'Italia (1861-1946)

### Presidenti del Consiglio provinciale (1860-1926)
- Reginaldo Ansidei (1862-1863)
- Nicola Danzetta (1863-1867)
- Reginaldo Ansidei (1867-1872)
- Nicola Danzetta (1872-1876)
- Reginaldo Ansidei (1876-1878)
- Luigi Pianciani (26 agosto 1878-1890)
- Zeffirino Faina (1891-1892)
- Giacomo Bracci (1892-1897)
- Guido Pompilj (1897-1910)
- Salvatore Fratellini (8 agosto 1910-1919)
- Giuseppe Sbaraglini (1920-1922)

### Presidenti della Deputazione provinciale (1889-1926)
La presidenza della provincia tra il 1860 e il 1889 era affidata d'ufficio al prefetto. Dal 1889 il governo è affidato a un presidente della Deputazione provinciale elettivo. 
| Nº | Nº | Ritratto | Nome                               | Mandato    | Mandato       | Partito                     |
| Nº | Nº | Ritratto | Nome                               | Inizio     | Fine          | Partito                     |
| -- | -- | -------- | ---------------------------------- | ---------- | ------------- | --------------------------- |
| 1  |    |          | Benedetto Maramotti                | 1889       | 1896          | ?                           |
| 2  |    |          | Rodolfo Pucci Boncambi             | 1896       | 1904          | ?                           |
| 3  |    |          | Giuseppe Contestabile della Staffa | 1904       | 1910          | ?                           |
| 4  |    |          | Orlando Moscioni                   | 1910       | 1911          | ?                           |
| 5  |    |          | Arturo Buffetti Berardi            | 1911       | febbraio 1916 | ?                           |
| 6  |    |          | Girolamo Girolami                  | marzo 1916 | 1919          | ?                           |
| 7  |    |          | Lorenzo Donati                     | 1919       | 1920          | ?                           |
| 8  |    |          | Giuseppe Guardabassi               | 1920       | 1922          | Partito Socialista Italiano |
| 9  |    |          | Felice Felicioni                   | 1923       | 1924          | Partito Nazionale Fascista  |

### Presidi del Rettorato provinciale (1927-1944)
| Nº | Nº | Ritratto | Nome             | Mandato        | Mandato        | Partito                    |
| Nº | Nº | Ritratto | Nome             | Inizio         | Fine           | Partito                    |
| -- | -- | -------- | ---------------- | -------------- | -------------- | -------------------------- |
| 1  |    |          | Guido Manganelli | 2 gennaio 1927 | 28 aprile 1929 | Partito Nazionale Fascista |
| 2  |    |          | Pietro Carlani   | 29 aprile 1929 | 24 giugno 1940 | Partito Nazionale Fascista |
| 3  |    |          | Colombo Corneli  | 24 giugno 1940 | 2 luglio 1943  | Partito Nazionale Fascista |

## Repubblica italiana (dal 1946)

### Presidenti della Deputazione provinciale (1944-1952)
| Nº | Nº | Ritratto | Nome              | Mandato        | Mandato        | Partito              |
| Nº | Nº | Ritratto | Nome              | Inizio         | Fine           | Partito              |
| -- | -- | -------- | ----------------- | -------------- | -------------- | -------------------- |
| 1  |    |          | Carlo Vischia     | 24 luglio 1944 | 9 marzo 1948   | Democrazia Cristiana |
| 2  |    |          | Silvio Sistarelli | 9 marzo 1948   | 25 maggio 1952 | Democrazia Cristiana |

### Presidenti della provincia (dal 1952)

#### Eletti dal Consiglio provinciale (1952-1995)
| Nº | Nº | Ritratto | Nome               | Mandato         | Mandato         | Partito                                                       |
| Nº | Nº | Ritratto | Nome               | Inizio          | Fine            | Partito                                                       |
| -- | -- | -------- | ------------------ | --------------- | --------------- | ------------------------------------------------------------- |
| 1  |    |          | Mario Angelucci    | 25 maggio 1952  | 31 gennaio 1964 | Partito Comunista Italiano                                    |
| 2  |    |          | Ilvano Rasimelli   | 31 gennaio 1964 | 7 giugno 1970   | Partito Comunista Italiano                                    |
| 3  |    |          | Alfredo Ciarabelli | 7 giugno 1970   | 15 giugno 1975  | Partito Comunista Italiano                                    |
| 4  |    |          | Vinci Grossi       | 15 giugno 1975  | 4 giugno 1979   | Partito Comunista Italiano                                    |
| 5  |    |          | Umberto Pagliacci  | 4 giugno 1979   | 18 giugno 1990  | Partito Comunista Italiano                                    |
| 6  |    |          | Marcello Panettoni | 18 giugno 1990  | 24 aprile 1995  | Partito Comunista Italiano Partito Democratico della Sinistra |

#### Eletti direttamente dai cittadini (1995-2014)
| Nº | Nº             | Ritratto      | Nome                     | Mandato        | Mandato         | Partito                                                    | Elezione |
| Nº | Nº             | Ritratto      | Nome                     | Inizio         | Fine            | Partito                                                    | Elezione |
| -- | -------------- | ------------- | ------------------------ | -------------- | --------------- | ---------------------------------------------------------- | -------- |
| 7  |                |               | Mariano Borgognoni       | 24 aprile 1995 | 14 giugno 1999  | Partito Democratico della Sinistra Democratici di Sinistra | 1995     |
| 8  |                |               | Giulio Cozzari           | 14 giugno 1999 | 14 giugno 2004  | Partito Popolare Italiano La Margherita Unione di Centro   | 1999     |
| 8  | 14 giugno 2004 | 8 giugno 2009 | Giulio Cozzari           | 2004           |                 | Partito Popolare Italiano La Margherita Unione di Centro   |          |
| 9  |                |               | Marco Vinicio Guasticchi | 8 giugno 2009  | 14 ottobre 2014 | Partito Democratico                                        | 2009     |

#### Eletti dai sindaci e consiglieri della provincia (dal 2014)
| Nº | Nº | Ritratto | Nome                                              | Mandato          | Mandato          | Partito                         | Elezione |
| Nº | Nº | Ritratto | Nome                                              | Inizio           | Fine             | Partito                         | Elezione |
| -- | -- | -------- | ------------------------------------------------- | ---------------- | ---------------- | ------------------------------- | -------- |
| 10 |    |          | Nando Mismetti                                    | 14 ottobre 2014  | 31 ottobre 2018  | Partito Democratico             | 2014     |
| 11 |    |          | Luciano Bacchetta                                 | 31 ottobre 2018  | 19 ottobre 2021  | Partito Socialista Italiano     | 2018     |
| –  |    |          | Sandro Pasquali (Vicepresidente facente funzioni) | 19 ottobre 2021  | 20 dicembre 2021 | Indipendente di centro-sinistra | 2018     |
| 12 |    |          | Stefania Proietti                                 | 20 dicembre 2021 | 2 dicembre 2024  | Indipendente di centro-sinistra | 2021     |
| –  |    |          | Sandro Pasquali (Vicepresidente facente funzioni) | 2 dicembre 2024  | 31 marzo 2025    | Indipendente di centro-sinistra | 2021     |
| 13 |    |          | Massimiliano Presciutti                           | 31 marzo 2025    | in carica        | Indipendente di centro-sinistra | 2025     |